# Ausa
Ausa – rzeka w północnej części San Marino. Płynie na wysokości 55 m nad poziomem morza. Jest przy tym najniższym punktem San Marino. Przepływa przez miasto La Dogana. Rzeka ma 17,2 km długości.